# Dalia Kaddari
Dalia Kaddari (Cagliari, 23 marzo 2001) è una velocista italiana, campionessa europea under 23 dei 200 metri piani a Tallinn 2021.

## Biografia
È nata a Cagliari, secondogenita dopo il fratello Monir, da padre marocchino, Hassan Kaddari detto Sandro, commerciante stabilitosi in Sardegna a Quartu Sant'Elena, e madre sarda di Quartu, Monica Alfonso; ha anche una sorella minore di nome Rim. Dopo una prima esperienza nella pallacanestro, nel 2014 ha iniziato a praticare atletica leggera nella categoria ragazzi nella società della sua città, la Tespiense Quartu, allenata da Fabrizio Fanni. Studentessa del Liceo linguistico contenuto nel Liceo Classico Linguistico e delle Scienze Umane "Bacchisio R. Motzo", nel settembre 2016 partecipa al concorso di bellezza locale Miss Città di Quartu, vincendolo. 
Nel 2017 a Rieti sui 200 metri ai campionati italiani allieve vince il titolo tricolore di categoria con la migliore prestazione italiana under 18 di 23"68 battendo il precedente di 17 anni prima della siciliana Vincenza Calì con 23"83, e ciò è valso la convocazione per gli Europei under 20 di Grosseto, terminati poi con un sesto posto nella sua semifinale.
Il primo exploit della sua carriera arriva nel 2018 grazie alla conquista della medaglia d'argento sempre sul mezzo giro di pista ai Giochi olimpici giovanili di Buenos Aires. La formula prevedeva due batterie e la classifica finale veniva stilata per somma di tempi: Kaddari si piazzò prima in entrambe le sue due gare, nella seconda battendo di due centesimi Guðbjörg Bjarnadóttir, ma la somma dei tempi premiò l'islandese con l'oro. Il 23"45 però valse come migliore prestazione italiana allievi. Questo successo le consente di entrare nel 2019 nel Gruppo Sportivo Fiamme Oro, pur comunque continuando ad allenarsi nella pista di Cagliari con Fanni. In quell'anno si ripete e realizza il primato italiano per la categoria under 20 dei 200 metri piani indoor con il tempo di 23"93, ulteriormente abbassato a 23"85 il 9 febbraio 2020 durante i campionati italiani under 20 indoor di Ancona.
Il 30 agosto 2020 si laurea per la prima volta campionessa italiana assoluta dei 200 metri piani ai campionati italiani assoluti di Padova, vincendo la gara in 23"30. Il 15 settembre 2020 a Bellinzona realizza la migliore prestazione italiana under 20 dei 200 metri piani con il tempo di 23"23, due centesimi in meno del precedente record di sempre di Vincenza Calì del 2002.

Dalia Kaddari (la prima da sinistra) con la squadra italiana under 23 di atletica leggera ricevuta a Palazzo Chigi a Roma dal premier Mario Draghi

Il 2021 è la sua migliore stagione: ottenuta la maturità liceale, il 27 giugno conferma il titolo italiano ai campionati di Rovereto e il 10 luglio si laurea a Tallinn campionessa europea under 23 vincendo col tempo di 22"64, sua migliore prestazione personale, la terza italiana di sempre a livello seniores. Grazie all'oro agli europei under 23 viene ricevuta assieme a tutta la squadra a Palazzo Chigi a Roma dal Presidente del Consiglio dei Ministri Mario Draghi nella stessa giornata in cui vengono premiati i giocatori italiani vincitori dell'Europeo di calcio del 2020 e il tennista Matteo Berrettini finalista al Torneo di Wimbledon 2021.
L'alloro europeo giovanile le garantisce la partecipazione alle Olimpiadi di Tokyo 2020, disputatesi un anno dopo causa pandemia di COVID-19, pur arrivandoci con un leggero infortunio muscolare accorso proprio in Estonia. Sull'anello giapponese alla sua prima esperienza olimpica assoluta si piazza terza nella sua batteria con 23"26, che vale la qualificazione alla semifinale dove termina però la sua corsa con un ottavo posto con 23"41. A causa di questo risultato viene tenuta fuori dalla staffetta 4x100 m. Sì iscrive poi a Criminologia presso l'Università telematica eCampus. 
Nel 2022 centra il tris consecutivo tricolore sui 200 metri ai campionati di Rieti e viene convocata ai Mondiali di Eugene di luglio per disputare i 200 e la 4x100 metri. Nel mezzo giro di pista si piazza terza nella sua batteria, vinta dalla giamaicana Shericka Jackson, con l'ottimo tempo di 22.75 che sarebbe valso il personale stagionale, ma corso con condizioni meteorologiche ventose. Nella semifinale termina invece sesta con 22.86 che non garantisce l'accesso alla finale mondiale. Con la staffetta invece gareggia con Zaynab Dosso, Anna Bongiorni e Vittoria Fontana e con loro è artefice di un quarto posto in batteria siglato con 42.71 che vale il record italiano, il quale garantisce l'accesso alla finale, la sua prima a livello mondiale senior, terminata poi all'ultimo posto con il tempo di 42.92.
Il mese successivo partecipa agli Europei di Monaco di Baviera. Nei 200 metri si piazza al quarto posto della sua batteria con 23"06 dietro alla tedesca Alexandra Burghardt di un solo centesimo, ma il tempo basso ha permesso a entrambe di conquistare la qualificazione alla finale grazie ai migliori tempi ripescati. In finale poi ha concluso al settimo posto con il tempo di 23"09. È nella staffetta 4x100 che però ottiene i migliori risultati: non partecipa alla batteria poiché solo la sera prima aveva corso la finale dei 200, ma è in squadra nella finale, gara che chiudeva la manifestazione. Correndo in seconda frazione, ottiene un bronzo assieme a Zaynab Dosso, Anna Bongiorni e Alessia Pavese con il tempo di 42"84 e conquista così la prima medaglia internazionale a livello senior.
L'anno successivo partecipa ai mondiali di Budapest 2023, fermandosi alle semifinali dei 200 metri piani; nelle batterie di qualificazione della staffetta 4x100 metri, invece, contribuirà al raggiungimento del nuovo record italiano nella specialità (42"14, sempre insieme a Dosso, Bongiorni e Pavese), per poi terminare la finale in quarta posizione in 42"49, miglior piazzamento di sempre per una compagine italiana nella storia della competizione.

## Record nazionali
Seniores
- Staffetta 4×100 metri: 42"14 ( Budapest, 25 agosto 2023) (Zaynab Dosso, Dalia Kaddari, Anna Bongiorni, Alessia Pavese)

## Progressione

### 200 metri piani
| Stagione | Tempo | Luogo        | Data       | Rank. Mond. |
| -------- | ----- | ------------ | ---------- | ----------- |
| 2025     | 22"68 | Madrid       | 29-6-2025  |             |
| 2024     | 22"98 | Roma         | 10-6-2024  |             |
| 2023     | 22"67 | Budapest     | 23-8-2023  | 55ª         |
| 2022     | 22"83 | Savona       | 18-5-2022  | 75ª         |
| 2021     | 22"64 | Tallinn      | 10-7-2021  | 38ª         |
| 2020     | 23"23 | Bellinzona   | 15-9-2020  | 41ª         |
| 2019     | 23"63 | Bressanone   | 28-7-2019  | 362ª        |
| 2018     | 23"45 | Buenos Aires | 16-10-2018 | 271ª        |
| 2017     | 23"68 | Rieti        | 17-6-2017  | 404ª        |

### 200 metri piani indoor
| Stagione | Tempo | Luogo  | Data      | Rank. Mond. |
| -------- | ----- | ------ | --------- | ----------- |
| 2019/20  | 23"85 | Ancona | 9-2-2020  | 143ª        |
| 2018/19  | 23"93 | Ancona | 2-3-2019  | 160ª        |
| 2017/18  | 24"17 | Ancona | 11-2-2018 | 281ª        |

## Palmarès
| Anno | Manifestazione               | Sede         | Evento      | Risultato  | Prestazione | Note                                                                            |
| ---- | ---------------------------- | ------------ | ----------- | ---------- | ----------- | ------------------------------------------------------------------------------- |
| 2017 | Europei U20                  | Grosseto     | 200 m piani | Semifinale | 24"37       |                                                                                 |
| 2017 | Europei U20                  | Grosseto     | 4×100 m     | Batteria   | 45"11       |                                                                                 |
| 2018 | Europei U18                  | Győr         | 200 m piani | 4ª         | 23"79       |                                                                                 |
| 2018 | Olimpiadi giovanili          | Buenos Aires | 200 m piani | Argento    | 23"45       | Miglior prestazione nazionale under 18                                          |
| 2019 | Europei U20                  | Borås        | 200 m piani | 6ª         | 23"78       |                                                                                 |
| 2021 | Europei U23                  | Tallinn      | 200 m piani | Oro        | 22"64       | Miglior prestazione europea stagionale under 23 · Miglior prestazione personale |
| 2021 | Giochi olimpici              | Tokyo        | 200 m piani | Semifinale | 23"41       | [ 18 ]                                                                          |
| 2022 | Mondiali                     | Eugene       | 200 m piani | Semifinale | 22"86       | [ 19 ]                                                                          |
| 2022 | Mondiali                     | Eugene       | 4×100 m     | 8ª         | 42"92       | [ 20 ]                                                                          |
| 2022 | Europei                      | Monaco       | 200 m piani | 7ª         | 23"19       | [ 21 ]                                                                          |
| 2022 | Europei                      | Monaco       | 4×100 m     | Bronzo     | 42"84       | [ 22 ]                                                                          |
| 2023 | Giochi europei               | Chorzów      | A squadre   | Oro        | 426,5 p.    | [ 23 ]                                                                          |
| 2023 | Europei U23                  | Espoo        | 200 m piani | 5ª         | 23"52       |                                                                                 |
| 2023 | Mondiali                     | Budapest     | 200 m piani | Semifinale | 22"75       | [ 24 ]                                                                          |
| 2023 | Mondiali                     | Budapest     | 4×100 m     | 4ª         | 42"49       | [ 25 ]                                                                          |
| 2024 | World Relays                 | Nassau       | 4×100 m     | Batteria   | 43"08       |                                                                                 |
| 2024 | Europei                      | Roma         | 200 m piani | Semifinale | 22"98       | Miglior prestazione personale stagionale                                        |
| 2024 | Europei                      | Roma         | 4×100 m     | Batteria   | 43"27       |                                                                                 |
| 2024 | Giochi olimpici              | Parigi       | 200 m piani | Batteria   | 23"49       |                                                                                 |
| 2024 | Giochi olimpici              | Parigi       | 4×100 m     | Batteria   | 43"03       |                                                                                 |
| 2025 | World Relays                 | Guangzhou    | 4×100 m     | Batteria   | 43"30       |                                                                                 |
| 2025 | Giochi mondiali universitari | Reno-Ruhr    | 200 m piani | 4ª         | 23"04       |                                                                                 |

## Campionati nazionali
- 5 volte campionessa italiana assoluta dei 200 m piani (2020, 2021, 2022, 2023, 2025)
- 2 volte campionessa italiana under 20 dei 200 m piani indoor (2019, 2020)
- 2 volte campionessa italiana under 18 dei 200 m piani (2017, 2018)

2017
- 5ª ai campionati italiani allievi indoor (Ancona), 60 m piani - 7"81
- Eliminata in batteria ai campionati italiani assoluti indoor (Ancona), 60 m piani - 7"77
- Oro ai campionati italiani allievi (Rieti), 200 m piani - 23"68

2018
- Argento ai campionati italiani allievi indoor (Ancona), 200 m piani - 24"17
- Oro ai campionati italiani allievi (Rieti), 200 m piani - 23"69

2019
- Oro ai campionati italiani juniores indoor (Ancona), 200 m piani - 24"34
- Argento ai campionati italiani assoluti (Bressanone), 200 m piani - 23"63

2020
- Oro ai campionati italiani assoluti (Padova), 200 m piani - 23"30
- Oro ai campionati italiani juniores (Grosseto), 200 m piani - 23"46
- Oro ai campionati italiani juniores indoor (Ancona), 200 m piani - 23"85

2021
- Oro ai campionati italiani assoluti (Rovereto), 200 m piani - 22"89
- 5ª ai campionati italiani promesse indoor, 60 m piani - 7"49

2022
- Oro ai campionati italiani assoluti (Rieti), 200 m piani - 22"88
- 8ª ai campionati italiani assoluti indoor, 60 m piani - 7"44

2023
- Oro ai campionati italiani assoluti (Molfetta), 200 m piani - 22"90

2025
- Oro ai campionati italiani assoluti (Caorle), 200 m piani - 23"23

## Altre competizioni internazionali
2018
- Argento al Golden Gala Pietro Mennea (gara nazionale) ( Roma), 200 m piani - 23"82[26]

2021
- Argento nella Super League degli Europei a squadre ( Chorzów), 200 m piani - 22"89
- 4ª al Golden Gala Pietro Mennea ( Firenze), 200 m piani - 22"86

2022
- 5ª ai Bislett Games ( Oslo), 200 m piani - 23"30

2023
- Campionati europei a squadre di atletica leggera ( Chorzów)

2025
- Campionati europei a squadre di atletica leggera ( Madrid)